# Llista dels presidents de Sierra Leone

Bandera del president de Sierra Leone.

El president és el cap d'Estat i cap de govern de Sierra Leone. Actualment és elegit per un període de cinc anys per la població, amb una possibilitat de reelecció.
Aquesta és la llista dels presidents de Sierra Leone des de 1971.
| Primera República                                    | Primera República                  | Primera República | Primera República               | Primera República                | Primera República         | Primera República                           |
| #                                                    | president (Naixement-Decés)        | Imatge            | Període de govern               | Període de govern                | Partit (Durant l'elecció) | Partit (Durant l'elecció)                   |
| #                                                    | president (Naixement-Decés)        | Imatge            | Començament del govern          | Final del govern                 | Partit (Durant l'elecció) | Partit (Durant l'elecció)                   |
| ---------------------------------------------------- | ---------------------------------- | ----------------- | ------------------------------- | -------------------------------- | ------------------------- | ------------------------------------------- |
| –                                                    | Christopher Okoro Cole (1921–1990) |                   | 19 d'abril de 1971              | 21 d'abril de 1971               |                           | [ 1 ]                                       |
| 1                                                    | Siaka Stevens (1905–1988)          |                   | 21 d'abril de 1971              | 28 de novembre de 1985 (retirat) |                           | All People's Congress                       |
| 2                                                    | Joseph Saidu Momoh (1937–2003)     |                   | 28 de novembre de 1985          | 29 d'abril de 1992 (destituït)   |                           | All People's Congress                       |
| Caps d'Estat durant l'administració militar          |                                    |                   |                                 |                                  |                           |                                             |
| #                                                    | cap d'Estat (Naixement-Decés)      | Imatge            | Període de govern               | Període de govern                | Títol                     | Títol                                       |
| #                                                    | cap d'Estat (Naixement-Decés)      | Imatge            | Començament del govern          | Final del govern                 | Títol                     | Títol                                       |
| 3                                                    | Yahya Kanu (M. 1992)               |                   | 30 d'abril de 1992              | 1 de maig de 1992                |                           | Consell Provisional de Defensa Nacional     |
| 4                                                    | Valentine Strasser (N. 1967)       |                   | 1 de maig de 1992               | 6 de maig de 1992                |                           | Consell Provisional de Govern Nacional      |
| 4                                                    | Valentine Strasser (N. 1967)       | 6 de maig de 1992 | 17 de gener de 1996 (destituït) | Consell Suprem d'Estat           |                           |                                             |
| 5                                                    | Julius Maada Bio (N. 1964)         |                   | 17 de gener de 1996             | 29 de març de 1996               |                           | Consell Suprem d'Estat                      |
| Segona República                                     |                                    |                   |                                 |                                  |                           |                                             |
| #                                                    | president (Naixement-Decés)        | Imatge            | Període de govern               | Període de govern                | Partit (Durant l'elecció) | Partit (Durant l'elecció)                   |
| #                                                    | president (Naixement-Decés)        | Imatge            | Començament del govern          | Final del govern                 | Partit (Durant l'elecció) | Partit (Durant l'elecció)                   |
| 6                                                    | Ahmad Tejan Kabbah (1932–2014)     |                   | 29 de març de 1996              | 26 de maig de 1997 (destituït)   |                           | Sierra Leone People's Party                 |
| Cap d'Estat durant la segona administració militar   |                                    |                   |                                 |                                  |                           |                                             |
| #                                                    | cap d'Estat (Naixement-Decés)      | Imatge            | Període de govern               | Període de govern                | Títol                     | Títol                                       |
| #                                                    | cap d'Estat (Naixement-Decés)      | Imatge            | Començament del govern          | Final del govern                 | Títol                     | Títol                                       |
| 7                                                    | Johnny Paul Koroma (1960–2003?)    |                   | 25 de maig de 1997              | 12 de febrer de 1998 (destituït) |                           | Consell Revolucionari de les Forces Armades |
| Caps d'Estat de la Segona República (1998 fins avui) |                                    |                   |                                 |                                  |                           |                                             |
| #                                                    | president (Naixement-Decés)        | Imatge            | Període de govern               | Període de govern                | Partit (Durant l'elecció) | Partit (Durant l'elecció)                   |
| #                                                    | president (Naixement-Decés)        | Imatge            | Començament del govern          | Final del govern                 | Partit (Durant l'elecció) | Partit (Durant l'elecció)                   |
| (6)                                                  | Ahmad Tejan Kabbah (1932–2014)     |                   | 13 de febrer de 1998            | 17 de setembre de 2007           |                           | Sierra Leone People's Party                 |
| 8                                                    | Ernest Bai Koroma (1953–)          |                   | 17 de setembre de 2007          | 4 d'abril de 2018                |                           | All People's Congress                       |
| (5)                                                  | Julius Maada Bio (1964–)           |                   | 4 d'abril de 2018               | avui                             |                           | Sierra Leone People's Party                 |